# Director d'obra
El director d'obra és un dels agents de l'edificació que participen en el procés de construcció d'un projecte arquitectònic. Queda definit en la Llei d'Ordenació de l'Edificació d'Espanya- LOE-, com l'agent que, formant part de la Direcció facultativa, dirigeix el desenvolupament de l'obra en els aspectes tècnics, estètics, urbanístics i mediambientals, de conformitat amb el projecte que la defineix, la llicència d'edificació i altres autoritzacions preceptives, i les condicions del contracte, amb l'objectiu d'assegurar la seva adequació a la fi proposat.
Podran dirigir els projectes parcials o complementaris altres tècnics competents, però sempre sota la coordinació del director d'obra.

## Obligacions
- Estar en possessió de la titulació acadèmica i professional habilitant, i complir les condicions exigibles per a l'exercici de la professió (les persones jurídiques han de designar un tècnic competent i capacitat per a ser director d'obra).
- Verificar el replanteig i l'adequació de la fonamentació i de l'estructura projectades a les característiques geotècniques del terreny.
- Resoldre les contingències que es produeixin en la realització de l'obra i consignar en el Llibre d'Ordres i Assistències les instruccions precises per a la correcta interpretació del projecte.
- Elaborar, a requeriment del promotor o amb la seva conformitat, modificacions al projecte exigides per la marxa de l'obra, sempre que s'ajustin a les disposicions normatives d'aplicació.
- Subscriure l'acta de replanteig o d'inici i el certificat final d'obra.
- Elaborar i subscriure la documentació de l'obra executada per a lliurar-la al promotor, amb els visats que en el seu cas fossin preceptius.
- Conformar les certificacions parcials i la liquidació final de les unitats d'obra executades.

## Titulacions acadèmiques habilitants
Les titulacions acadèmiques habilitants depenen de l'ús principal de l'edificació, ja sigui de caràcter públic o privat:
| Ús | Titulació acadèmica habilitant                           |
| Administratiu, sanitari, religiós, residencial, docent o cultural | Arquitecte                                               |
| Aeronàutic; agropecuari; de l'energia; de la hidràulica; miner; de telecomunicacions; de transport terrestre; marítim; fluvial i aeri; forestal; industrial; naval; de l'enginyeria del sanejament i higiene, i accessori a les obres d'enginyeria i la seva explotació | Enginyer, Enginyer tècnic, Arquitecte                    |
| Totes les altres edificacions els usos de les quals no estiguin expressament relacionats en els grups anteriors | Arquitecte, Arquitecte tècnic, enginyer, enginyer tècnic |